# Kostelec nad Orlicí
Kostelec nad Orlicí (německy Adlerkosteletz) je město v okrese Rychnov nad Kněžnou v Královéhradeckém kraji. Leží zhruba sedm kilometrů jihozápadně od Rychnova nad Kněžnou a 29 kilometrů jihovýchodně od Hradce Králové. Ve městě, včetně jeho částí, žije přibližně 6 300 obyvatel.

## Historie
První písemná zmínka o obci pochází z roku 1316, kdy zde byl při obléhání „tvrze kostelní“ zabit Jan z Vartenberka. Zřejmě se jednalo o dobývání románského předchůdce kostela svatého Jiří. Nejstarší osada se nacházela v místech dnešní cihelny, městečko bylo založeno na okraji plošiny nad údolím Divoké Orlice.
Kostelec byl ve středověku tržním střediskem panství Potštejn, samostatné panství vzniklo až v polovině 18. století. Jako městečko byl poprvé zmíněn v 15. století. Případné městské opevnění zaniklo. Upomínají na něj místní názvy Parkány a Na Příkopech a snad také reliéf na východní straně, který by mohl být pozůstatkem příkopů. Zdi na severním a jižním okraji historického centra, považované v 19. století za zbytky hradeb, jsou novodobými opěrnými tarasními zdmi. Právo na radnici kostelečtí získali v roce 1585. Na východním okraji města tehdy vzniklo sídlo majitelů, později je nahradil Starý zámek s velkým hospodářským dvorem. Další šlechtické vdovské sídlo tzv. Dvoreček vzniklo kolem roku 1610 na severním okraji města.

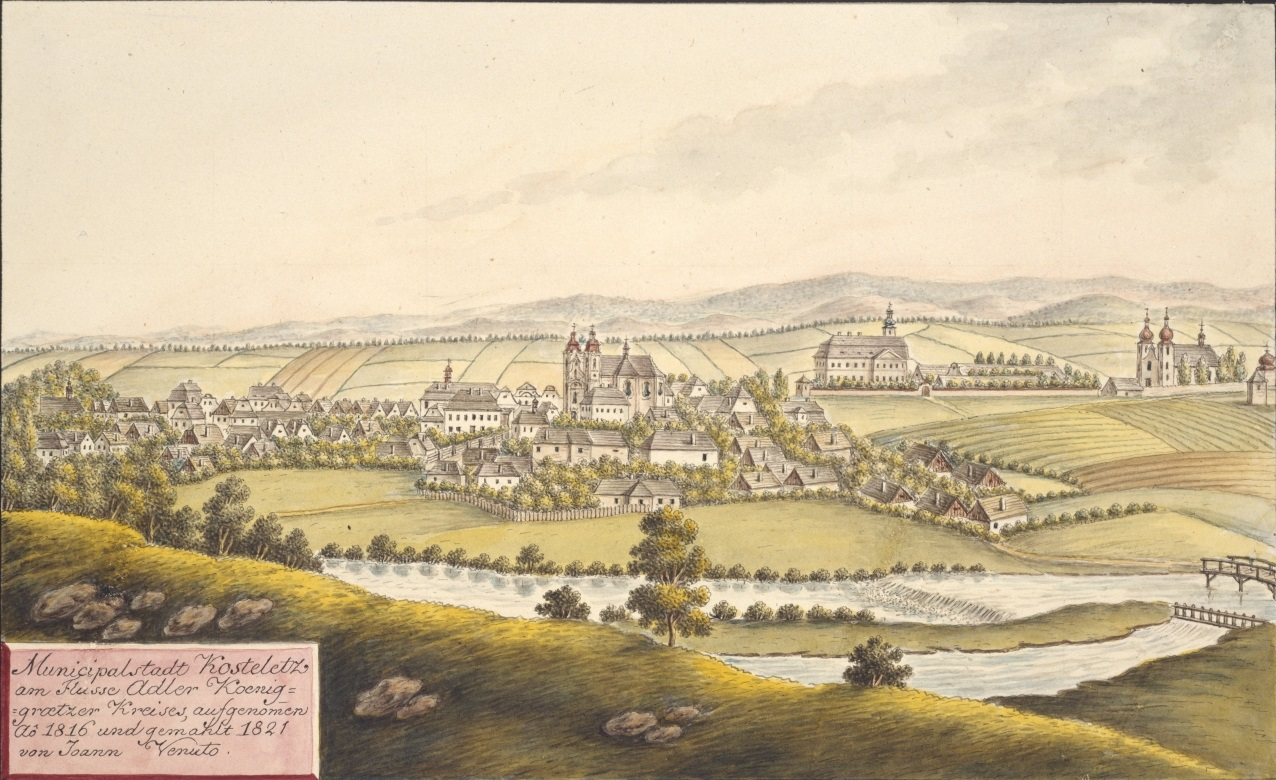
Pohled na Kostelec nad Orlicí, malba Johanna Venuta z roku 1821

V roce 1628 se kostelečtí postavili proti povstalým sedlákům, po ukončení třicetileté války zde poměrně rychle proběhla rekatolizace. V roce 1850 se město stalo sídlem soudního okresu, sídlo politického okresu bylo umístěno v Rychnově nad Kněžnou, který se v důsledku tohoto kroku stal centrem Podorlicka. Pomalý rozvoj města akceleroval ve druhé polovině 19. století, kdy zde roku 1852 vznikla Seykorova koželužna, a zejména po zprovoznění železnice z Velkého Oseka do Lichkova roku 1874. Ve městě vznikly cukrovar Kinských, Kratochvílova strojírna, Moravcova textilka a na přelomu 19. a 20. století několik obuvnických továren, které však většinou zanikly pod tlakem Baťova koncernu za velké hospodářské krize. V místech staré městské cihelny vznikla 1884 kruhovka A. Moravce a J. Pišty, které od roku 1898 konkurovala kruhová cihelna velkostatku Kinských za Dvorečkem. Velkostatek pak koupil druhou kruhovku a v roce 1933 svoji uzavřel, na jejím místě v šedesátých letech 20. století vznikl stadion. V letech 1944–1947 vznikla u Orlice Rojkova strojírna. Po druhé světové válce byla bývalá Seykorova koželužna změněna ve výrobnu brzdových obložení Osinek (nyní Tenneco), na místě zaniklého cukrovaru vznikl komplex budov Zemědělského zásobování a nákupu se silem.
V období první Československé republiky byla na východní straně města vystavěna dělostřelecká kasárna díky činnosti starosty Josefa Krejčíka, přezdívaného kostelecký Ulrych. Díky Krejčíkovi vzniklo ve městě několik architektonicky kvalitních staveb (arch. O. Liska, K. Spielmann, J. Nepomucký).
Dne 14. července 1926 v odpoledních hodinách navštívil tehdy okresní město prezident republiky Tomáš Garrigue Masaryk. Spolu s delegací, v níž byl i Edvard Beneš, přijel automobily z Rychnova nad Kněžnou. Do Prahy odjel připraveným zvláštním vlakem z Kostelce v 18.18 hodin. Před reálnou školou pak byla v roce 1935 vztyčena Masarykova socha, zničená v roce 1953. Další prezidentské návštěvy se Kostelec dočkal v roce 2016, kdy jej navštívil Miloš Zeman.

## Obyvatelstvo
| Rok            | 1869  | 1880  | 1890  | 1900  | 1910  | 1921  | 1930  | 1950  | 1961  | 1970  | 1980  | 1991  | 2001  | 2011  | 2021  |
| -------------- | ----- | ----- | ----- | ----- | ----- | ----- | ----- | ----- | ----- | ----- | ----- | ----- | ----- | ----- | ----- |
| Počet obyvatel | 3 158 | 3 819 | 4 419 | 4 920 | 5 213 | 5 013 | 5 394 | 5 501 | 5 609 | 5 593 | 6 296 | 6 111 | 5 836 | 5 891 | 5 675 |
| Počet domů     | 429   | 441   | 448   | 521   | 601   | 673   | 887   | 1 052 | 1 035 | 1 047 | 1 109 | 1 258 | 1 273 | 1 288 | 1 356 |

## Městská správa

### Části města
- Kostelec nad Orlicí
- Koryta
- Kostelecká Lhota
- Kozodry

Od 1. ledna 1981 do 23. listopadu 1990 k městu patřily i Tutleky.

### Městské symboly
Znak města je historický, vlajka byla městu udělena rozhodnutím předsedy Poslanecké sněmovny Parlamentu České republiky dne 3. dubna 1996.

## Doprava

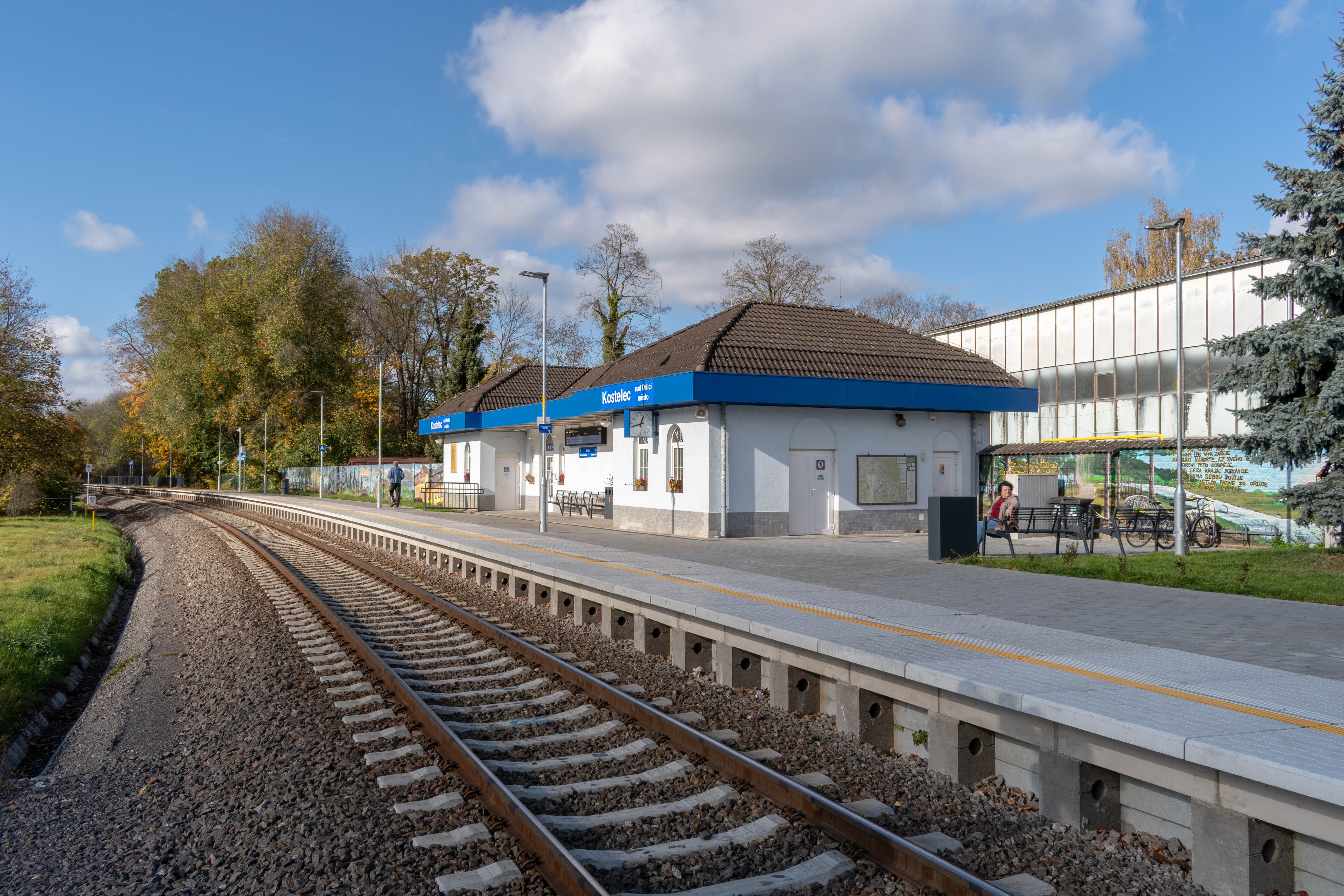
Kostelec nad Orlicí město

Přes Kostelec vede od roku 1874 železniční trať Týniště nad Orlicí – Letohrad (Velký Osek – Kyšperk) se stanicí Kostelec nad Orlicí na východním okraji města. V roce 1935 byla zřízena ještě zastávka Kostelec nad Orlicí město blíže centra, na níž v současnosti zastavují všechny vlaky.
Silnice I/11 (Hradec Králové – Vamberk – Šumperk) prochází středem města. Jezdí po ní mimo jiné autobusové spoje spojující Prahu s Orlickými horami a Jeseníky. Z místních linek je nejfrekventovanější linka Kostelec nad Orlicí, Doudleby, Vamberk a Rychnov nad Kněžnou; několik spojů jezdí také do Chocně.
Od roku 2015 je na území města provozována městská hromadná doprava zajišťující spojení centra s okrajovými částmi.

## Školství
- Dětský domov se školou a základní škola
- Dětský domov, ZŠ, školní družina a školní jídelna
- Obchodní akademie T. G. Masaryka
- VOŠ, SOŠ a SOU Kostelec nad Orlicí
- Základní škola Jiřího Gutha – Jarkovského Kostelec nad Orlicí

## Pamětihodnosti
- Starý zámek, přestavěný roku 1688 po požáru z tvrze. Po požáru 1777 přestavěn hradeckým stavitelem Františkem Kermerem. Z trojkřídlé barokní stavby zbyla dvě dvoupatrová křídla s mansardovou střechou a ve dvoře zazděnými arkádami v přízemí. Za zámkem a východně od něj byl rozsáhlý raně barokní hospodářský dvůr se špýcharem (tzv. Velký). Roku 1945 byl Kinským majetek zabaven a kostelecký Starý zámek pak sloužil jako Ředitelství státního statku.[11] V roce 1949 byla při státním statku otevřena mistrovská škola pro výchovu zemědělských kádrů.[12][13]

Na základě vyhlášky Ministerstva školství, věd a umění ze dne 31. března 1949 byla na parcelách v zámeckém parku vyhlášena ptačí rezervace a na základě další vyhlášky Ministerstva školství, věd a umění ze dne 31. března 1949 pak byla se souhlasem Františka Kinského, majitele zámecké budovy v Kostelci nad Orlicí a se souhlasem místního akčního výboru NF v Kostelci nad Orlicí zřízena v zámecké budově čp. 1 stanice ochrany přírody v Kostelci nad Orlicí. Starý zámek s hospodářským dvorem byl kvůli stavbě silničního průtahu v letech 1964-1971 demolován.
- Nový zámek, empírová dvoupatrová vila se sloupovým portikem v krajinářském parku na západním okraji města, postavená v letech 1829–1835 Heinrichem Kochem. Pro zámeckou kapli byly pořízeny obraz Panny Marie od Františka Tkadlíka z roku 1835 a soška madony od Emanuela Maxe z roku 1843.
- Kostelecký zámecký park pochází ze stejné doby jako Nový zámek. Je známý zejména výsadbami rododendronů, bledulí a skalkou s množstvím druhů kvetoucích rostlin. Nachází se v něm od roku 1928 využívaný tenisový kurt, zřízený na místě otevřené jízdárny.
- Stará radnice na náměstí vznikla přestavbami měšťanského domu (nadpraží portálu z roku 1574), pozdně barokně upravená F. Kermerem po požáru části města v roce 1777 a doplněná o věž. Dále dvakrát přestavována v 19. století. Dnes slouží jako základní umělecká škola.
- Kostel svatého Jiří se dvěma věžemi v západním průčelí z let 1769–1773 od F. Kermera na místě staršího kostela. Pozdně barokní stavba na půdorysu kříže s valenými klenbami a výsečemi, barokní zařízení silně upraveno 1891. Na hlavním oltáři pozdně gotická soška Madony (kolem 1500), cínová křtitelnice z roku 1540.
- Fara, patrová obdélná budova z 18. století s gotickými sklepy, patro z roku 1831.
- Hřbitovní kostel svaté Anny je raně barokní obdélná stavba se dvěma věžemi v průčelí z let 1686–1691. Vnitřní zařízení pochází z téže doby.
- Kostel Jana Amose Komenského (původně archanděla Michaela a svatého Václava) je raně barokní stavba na místě renesančního bratrského sboru z let 1580–1586. Je to prostá obdélná budova s půlkruhovým závěrem, opravená v letech 1914–1918.
- Sloup se sochou Panny Marie Immaculaty na náměstí z let 1709-1716
- Kašna na náměstí se sochou Orlice, eklektická z počátku 20. století na místě starší z 19. století
- Socha svatého Antonína Paduánského v Žofínské ulici u čp. 132
- Socha svatého Floriána přemístěna z Jirchářské ulice na Příkopy
- Socha svatého Jana Nepomuckého z roku 1693 u silnice k Doudlebám
- Sloup se sochou svatého Jana Nepomuckého z roku 1693 Na obci nad cihelnou, na soklu letopočet 1693 a nezřetelný erb rodiny Zárubů z Hustířan
- Socha svatého Vincence de Pauli u hřbitova z roku 1753
- Pilíř se sousoším Nejsvětější Trojice, pseudogotický z roku 1874[6][16]
- Socha svatého Jana Nepomuckého u bývalého Velkého mlýna
- Meteorologický sloup na Palackého náměstí[17]

### Památné stromy
- Borovice Erbenka (do roku 1934)
- Buk za dráhou
- Červený buk u křižovatky
- 4 lípy na Palackého náměstí
- Lípa u památníku „Obětem“
- Lípa v Stradinské ulici
- Platan u pošty
- Platanové stromořadí Platanka

## Pověsti
Poblíž obce prý kdysi stávala osada Grunda. Jednou na jejím místě orali dva čeledíni, každý na svém poli. První muž vyoral zvon a věnoval ho do kostela svatého Jiří. Byl vysvěcen na jméno „Ambrož“ a při zvonění volal: „Vyorali mě!“
Druhý čeledín také narazil pod zemí na zvon, ale protože to netušil, jen zlostně zaklel a zvon se propadl pod zem. Tento zvon je celý ze zlata. Býval zavěšen v klášteře v Grundě, ale schoval se do země před hrůzami třicetileté války. Zvon putuje pod zemí a až dojde pod borovici Erbenku (pod níž s oblibou sedával Karel Jaromír Erben), svině jej vytrhne ze země, zvon zazvoní, klášter se objeví znovu v bývalé kráse a nastane nový věk světa.
Pověst v různých úpravách převyprávěli i Alois Jirásek (Staré pověsti české) a Karel Jaromír Erben v básni Věštkyně (sbírka Kytice).

## Osobnosti
- Bohuslav Albert (1890–1952), lékař, první ředitel Baťovy nemocnice ve Zlíně
- Ladislav Karel Feierabend (1891–1969), národohospodář, politik, ministr, odbojář
- František Josef Kinský (1879–1975), majitel kosteleckého velkostatku, disident
- Zdeněk Kolářský (1931–2022), akademický sochař a medailér
- Tomáš Norbert Koutník (1698–1775), hudební skladatel, kantor a varhaník; v Kostelci působil jako učitel
- Vratislav Pasovský (1854–1924), architekt a stavitel z místní stavitelské rodiny, předseda Klubu českých turistů (1890–1915)
- Ignác Josef Pešina (1766–1808), zvěrolékař
- Josef Pohl (1911–1950), československý válečný hrdina a oběť komunistického režimu
- Rudolf Ptáček (1918–1942), letec v RAF
- Václav Roštlapil (1856–1930), architekt; vyrůstal zde
- Šabatové z Vrbic – Vladimír a Jan
- František Ignác Tůma (1704–1774), barokní skladatel
- Ludvík Veverka (1893–1947), herec
- František Jan Zoubek (1832–1890), regionální historik, komeniolog, redaktor časopisu Památky archeologické a místopisné
- Miroslav Sládek (* 1950),  politik
- František Kinský (* 1947), majitel zámku v Kostelci nad Orlicí, zastupitel (do roku 2022 také starosta) města

## Partnerská města
- Myjava, Slovensko
- Zeulenroda-Triebes, Německo
- Bielawa, Polsko
- Dubove, Ukrajina

## Galerie

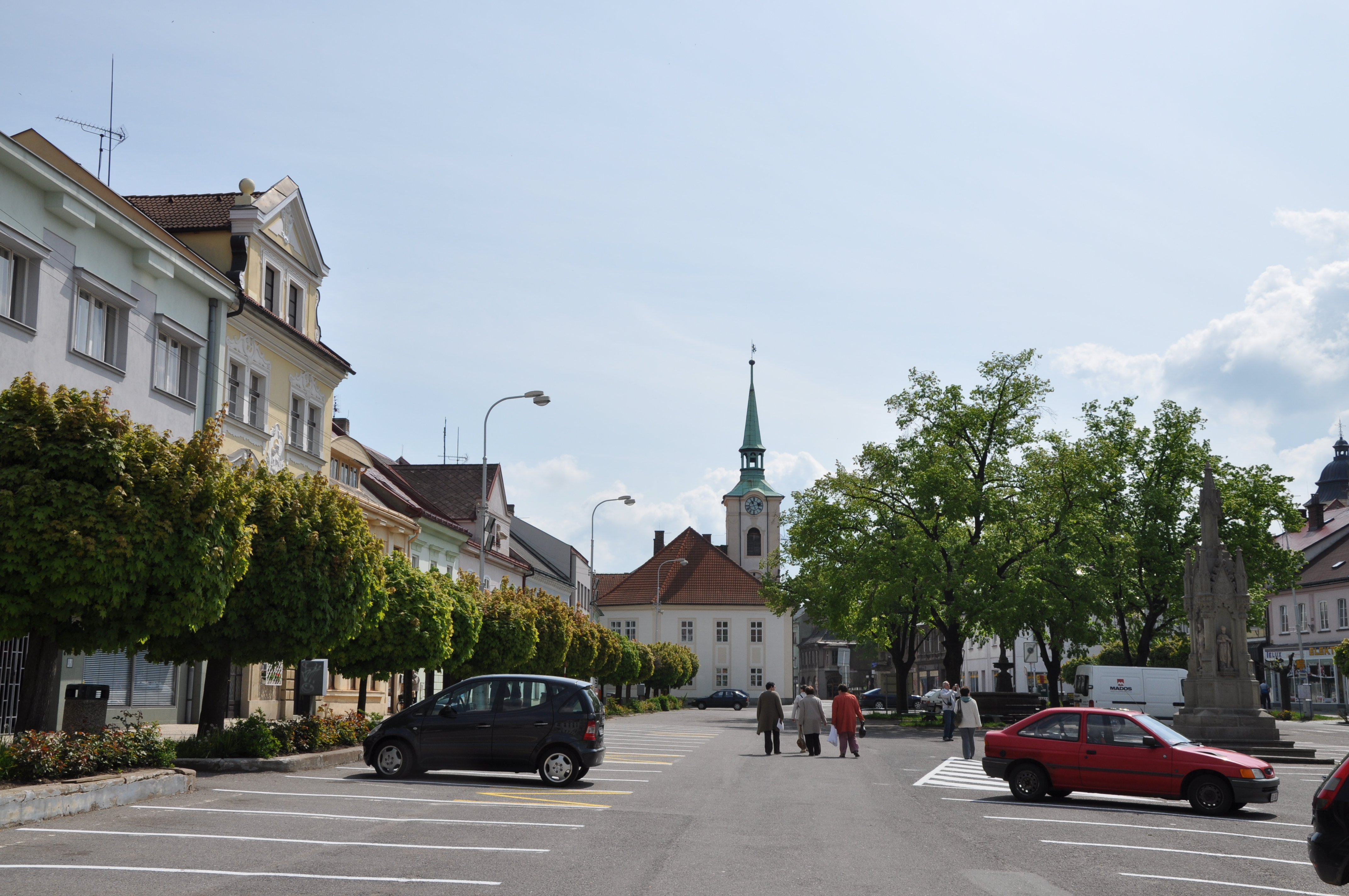
Palackého náměstí
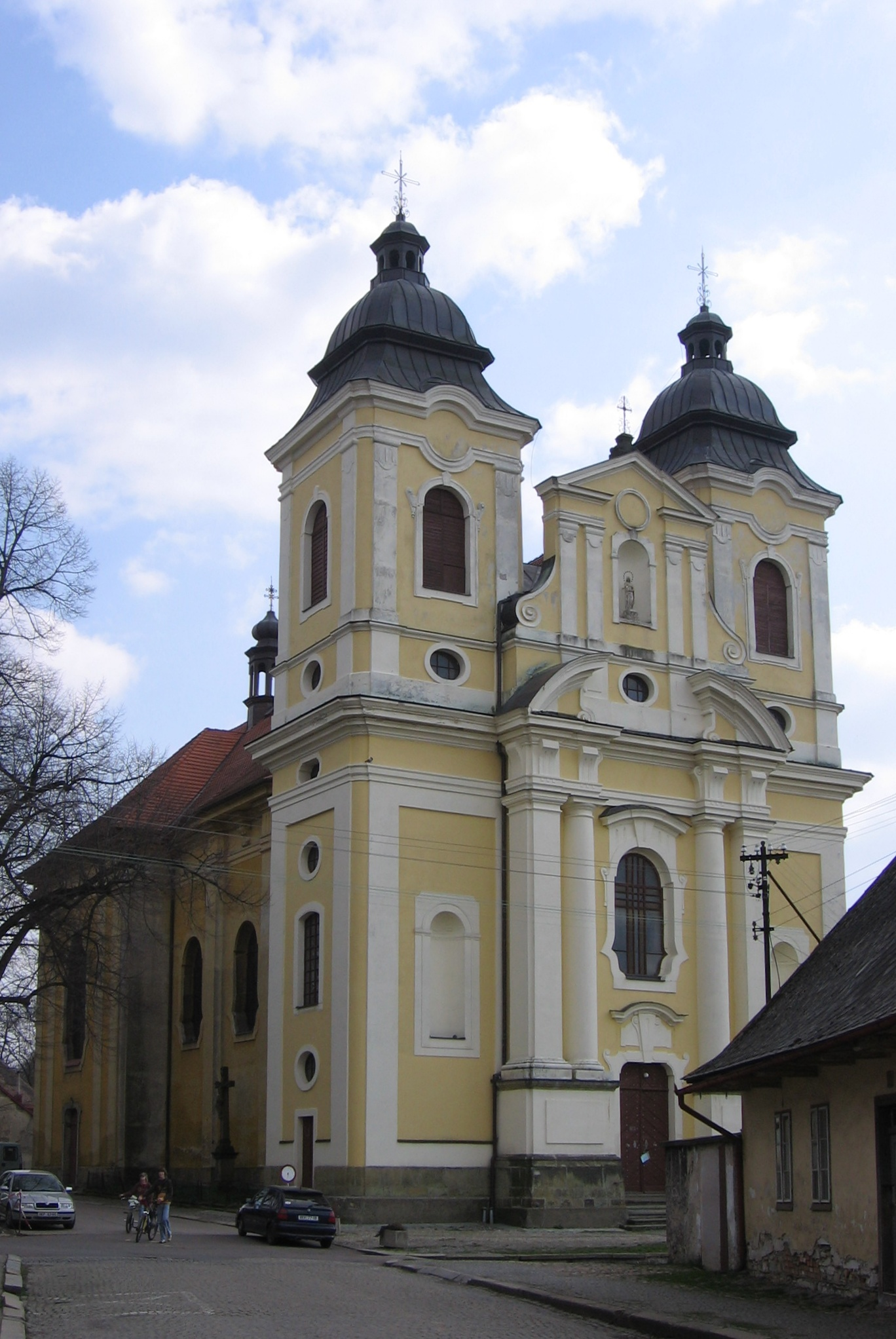
Kostel sv. Jiří
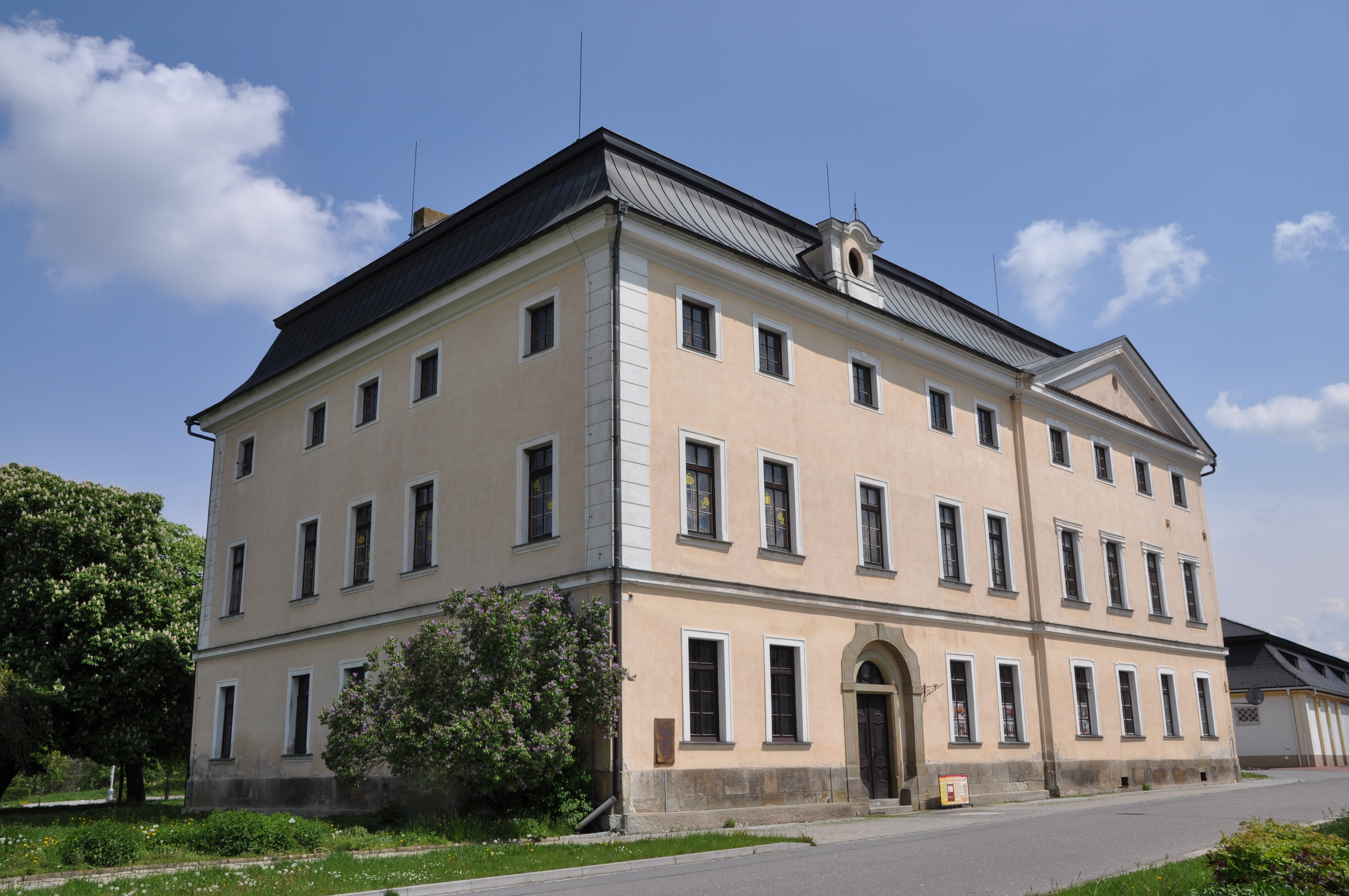
Starý zámek
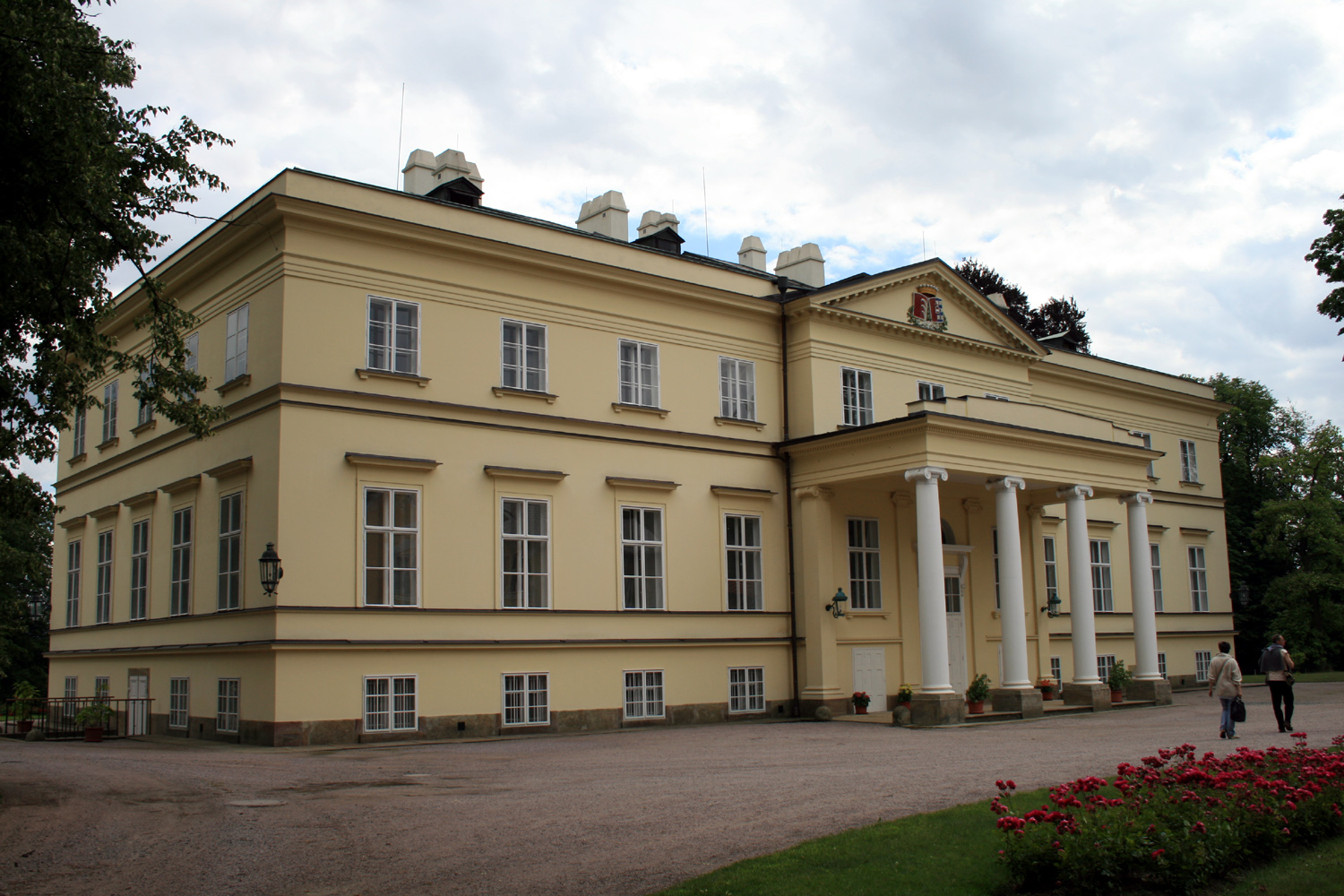
Nový zámek